# Tenebroides pusillima
Tenebroides pusillima là một loài bọ cánh cứng trong họ Trogossitidae. Loài này được Mannerheim miêu tả khoa học năm 1843.